# Свръхестествено (сериал)
 Тази статия е за сериала.  За термина вижте Свръхестественост.  
„Свръхестествено“ (на английски: Supernatural) е американски драматичен сериал, свързан с паранормалното, създаден от Ерик Крипке. Сериалът, който е сниман във Ванкувър, Канада, дебютира на 13 септември 2005 г. по WB и сега е част от The CW.
На 23 март 2019 г. сериалът е подновен за петнайсети и последен сезон с 20 епизода.

## Предпоставка
Шоуто проследява братята Сам Уинчестър и Дийн Уинчестър, изиграни от Джаред Падалеки и Дженсън Екълс, които пътуват през Америка в черен Шевролет Импала от 1967 г., изследващи и борещи се срещу паранормални събития и други необясними явления, много от тях базиращи се на американски градски легенди и фолклор, както и класически свръхестествени същества като вампири, върколаци и духове.

### Сезон 1
Първият сезон се състои 22 епизода. Премиерата е на 13 октомври 2005 и краят на сезона, на 4 май 2006.
Сезон 1 започва с това как Дийн се появява на вратата на по-малкия си брат Сам твърдейки, че техният баща е отишъл на лов и не се е върнал. Дийн моли Сам за помощ. Сам не е съгласен, поради предишните проблеми с баща си.
Накрая Сам се съгласява и те тръгват. Докато търсят баща си, приятелката на Сам е убита от същото същество което убива майката на братята.
Сам вярва, че е могъл да я защити, ако е бил там, а не с брат си. Сам решава да не продължава да ходи на интервюто за училището за адвокати и иска да залови нещото, което е убило приятелката му. Показано е, че Сам е имал предчувствие за смъртта ѝ седмици преди да се случи, в пети епизод „Къвата Мери“.
Майката на Сам и Дийн е умряла по същия начин, когато Сам е бил бебе, карайки братята да вярват, че това което е убило майка им е убило и приятелката на Сам. Те решават да тръгнат след него, но в същото време да помагат на другите като се бият със свръхестественото. Те пътуват из цялата страна, но се борят да се доближат до демона или баща си и стигат до заключението, че нито един от тях не иска да бъде открит. По-късно те намират баща си, които им разкрива, че съществото е демон. Обаче в края на сезона, след като не успяват да убият Демонът, тримата претърпяват катастрофа, оставяйки ги фатално ранени.

### Сезон 2
Вторият сезон има 22 епизода, които започват на 28 септември 2006 и приключват на 17 май 2007.
Сезонът проследява Сам и Дийн, докато се справят със смъртта на баща си, който след катастрофата прави сделка с Азазел, давайки своя живот и Колтът в замяна на живота на Дийн. Сам и Дийн продължават да преследват Азазел, който е причинил смъртта на майка им и на приятелката на Сам, Джесика. Братята получават помощ от новите си съюзници – Боби, Елън, Джо и Аш. По-късно става ясно, че Азазел е имал по-голям план за Сам Уинчестър. През нощта, когато е умряла майка му, Сам е инфектиран с демонска кръв, заради която Сам очевидно има психични дарове като възрастен. Демонът е направил това на други деца през нощта, която е шест месеца след раждането им. В първата част на края на сезона, Демонът събира всички специални деца в изоставен град, за да се бият докато остане само един. Сам е убит от едно от другите специални деца. За да възкреси Сам, Дийн прави сделка с демон и продава душата си, която, ще бъде взета в Ада след една година. В изоставения град, Азазел изпълнява своя план, да отвари врата към Ада ('Портата на дявола') и така освобождава много демони. С помощта на духа на Джон Уинчестър, Дийн убива Азазел, а вратата към Ада бива затворена. Сега братята Уинчестър и техните съюзници трябва да се справят с армията от демони, която е била освободена, а също и с договорът на Дийн, преди той да отиде в Ада.

### Сезон 3
Третият сезон се състои от 16 епизода започнали на 4 октомври 2007 и приключили на 15 май 2008.
В третия сезон, сюжета на шоуто се фокусира върху опитите на Сам да спаси Дийн от сделката му. По пътя си те срещат 'добър' демон на име Руби, която е заинтересована от Сам и твърди, че е способна да помогне на Дийн. Също така те срещат Бела Талбот, крадла, която продава окултни предмети и е постоянно трън в очите на братята. От Бела, братята накрая научават, кой е демонът, който държи договора на Дийн, мощен демон на име Лилит. Тя е първият сътворен демон, като душата ѝ била измамена от самия Луцифер, заради това че Бог го е изгонил от Рая. Братята, заедно с Руби, проследяват Лилит с намерението да я убият. Въпреки че Лилит трудно може да се бори със способностите на Сам, той не успява да спаси брат си. Така, договорът на Дийн изтича и той бива убит и изпратен в Ада.

### Сезон 4
Четвърти сезон има 22 епизода, започва на 18 септември 2008 и приключва на 14 май 2009.
В интервю, Дженсън Екълс казва, че преди време четвъртия сезон е бил планиран като последен, но поради високите рейтинги са решили да има и пети сезон.
Четвъртия сезон започва с това, как Дийн се събужда объркан в гроба. Оказва се, че той е спасен от ангел на име Кастиел по заповед на Господ. Сам е усъвършенствал способностите си с помощта на Руби, по време на месеците, през които Дийн е бил мъртъв. Сезонът проследява братята в усилията им, да спрат планът на Лилит, да счупи 66-те окови, които ще освободят архангелът Луцифер „Дяволът“/„Сатаната“. Отношенията между Сам и Дийн стават обтегнати. Сам избира да бъде на страната на Руби, вместо на Дийн. Сам се поддава на демоничната си страна и започва да пие демонска кръв, за да е достатъчно силен и да убие Лилит. Братята се скарват и Сам напълно застава на страната на Руби в желанието си да убие Лилит. Дийн прави сделка с ангелите, за да спаси Сам. Но разбира, че ангелите искат 66-те окови да бъдат счупени и Апокалипсисът да настъпи, защото когато Михаил победи Луцифер ще настане Рай на земята. С помощ от Кастиел, Дийн опитва да спре Сам, след като научава, че последната окова е убиването на Лилит. Въпреки това, в края на сезона Сам убива Лилит и освобождава Луцифер от клетката му в Ада. Оказва се, че Руби е манипулирала Сам още от самото начало и Дийн я убива за отмъщение. Луцифер е освободен.

### Сезон 5
Петият сезон има 22 епизода с начало на 10 септември 2009 и край на 13 май 2010.
В този сезон Сам и Дийн Уинчестър търсят начин да спрат Луцифер и Апокалипсиса, към който той се стреми. Докато Кастиел е в търсене на Бог, Сам и Дийн, се борят с ангели и демони и търсейки начин да избегнат съдбата си да бъдат земните тела на Луцифер (Сам) и архангел Михаил (Дийн). Те правят опит да спрат Луцифер, като си върнат Колтът от демонът Краули и да убият Луцифер с него. Планът им се проваля, защото Луцифер е едно от 5-те същества които не могат да бъдат убити с Колтът. В битката, братята губят свой приятели ловци и Джо и Елън. Поради загубата и реализацията, че Бог няма да помогне за спирането на Апокалипсиса, Дийн бива принуден да се съгласи да бъде приемното тяло на Михаил, но това не се осъществява. Дийн убива ангела Закарая, който измъчва братята Уинчестър през целия сезон. Вместо това, Михаил взема тялото на полубрата на Сам и Дийн – Адам Милиган. След неуспеха си, да спрат Луцифер, Сам и Дийн научават от фокусника, който всъщност е архангел Гавраил, че трябва да съберат пръстените на Четирите Конника на Апокалипсиса. Така те ще могат да върнат Луцифер обратно в неговия затвор. През сезона Дийн, Сам, Кастиел и Боби преживяват кризи и почти се предават. Докато Дийн и Кастиел стават по-добри приятели, Сам и Дийн се отдалечават все повече. В крайна сметка братята събират пръстените на Четирите Конника на Апокалипсиса. Накрая, Луцифер взема тялото на Сам. Тогава той убива Боби и Кастиел, но Сам успява да си върне контрола, благодарение на силната си връзка с Дийн. Тогава той хвърля себе си, Луцифер и Михаил в Клетката. Боби и Кастиел биват възкресени от Бог, а ангелът се връща в Рая за да възобнови реда там. Дийн се връща при бившата си приятелка, Лиса за да живее нормален живот. В последната сцена е показан Сам който вече мистериозно не е в Клетката.

### Сезон 6
Шести сезон започва на 24 септември 2010 и приключва на 20 май 2011. Сезонът има 22 епизода.
Има слух, че петият сезон е последен, заради твърденията на Ерик Крипке през годините, че е планирал толкова, но благодарение на високите рейтинги, сериалът беше подновен за шести сезон. В сезона, Ерик Крипке вече не шоурънър, но запазва правата си на продуцент, преотстъпвайки ролята си на изпълнителния продуцент Сера Гембъл.
Шести сезон започва година по-късно, с Дийн, който живее щастливо с Лиса и Бен. Когато Сам се завръща към светът на живите, Дийн е принуден да остави новия си живот и да се присъедини към Сам. Сам работи с дядо си Самюел, за да залавят живи Алфа чудовища (първородните чудовища направени от Ева). Братята не получават много голяма помощ от Кастиел, защото той е зает с Гражданската война в Рая срещу Рафаил. Дийн от самото начало не вярва на Самюел. Разкрива се, че Самюел е сключил сделка да води Алфите на Краули. Краули се нуждае от Алфите, за да разбере къде е Чистилището, огромна колекция от души, която може да бъде използвана за придобиване на още сили. Дийн разбира, че душата на Сам е все още в Ада, затова той убеждава Конника Смърт, да му я върне. Смъртта връща душата на Сам, но слага в съзнанието му стена, която да го предпази от спомените от Ада. Старият Сам се завръща като не помни нищо от последната година. Втората част на сезона се развива около Майката на Всички (Ева). Разбира се, че Кастиел е отговорен за завръщането на Сам, за търсенето на Алфите и че е работил заедно с Краули през цялото време. Когато братята опитват да спрат Кастиел, той връща спомените на Сам за Клетката. В края на сезона Кастиел постига плана си като поглъща всички души от Чистилището и се провъзгласява за новия Господ.

### Сезон 7
Седмият сезон се състои от 23 епизода. Започва на 23 септември 2011 и свършва на 18 май 2012.
Кастиел, е приел всички души от чистилището и е станал толкова могъщ, че се самообявява за новия, по-добър Бог. Тогава, той решава да наказва грешниците по света. Но скоро разбира, че заедно с душите, той е погълнал и най-страшните същества от Чистилището – Левиатаните, който се опитват да напуснат тялото му. Сам и Дийн успяват да върнат повечето души в Чистилището, но не успяват да върнат Левиатаните, които убиват Кастиел преди да изчезнат. Левиатаните са същества толкова могъщи, че започнали да избиват ангелите и Бог ги заключва за 1000 години. Освобождавайки се, те стават най-големият лов на братята Уинчестър. Започват да приемат облика на различни хора по света, внедрявайки се в политиката, армията и корпорациите. Това е едно показно на всеизвестната Теория на Конспирацията. Първоначално Сам, Дийн и Боби не знаят как да победят Левиатаните, а те на свой ред опожаряват къщата на Боби. Тогава братята Уинчестър и Боби са принудени да живеят в хижата на ловеца Руфъс Търнър. С помощта на Чарли Брадбъри, братята разбират, че лидера на Левиатаните е Ричард/Дик Роман и че той ръководи всичко, от неговата компания за храни „Ричард Роман Ентърпрайсис“. Целта на Левиатаните, е да правят храни, от които хората да надебеляват за могат да се хранят с тях. След хората, Левиатаните най-много мразят демоните. Сам и Дийн разбират, че Левиатаните имат слабост – натриев борат (познат като боракс). След като Дик Роман убива Боби, Дийн се обсебва от това да избие Левиатаните. С помощта на Кастиел и Кевин (Пророк на Бога), братята научават, че единственият начин да убият Левиатаните е с „кост от праведен смъртен, изпита три пъри с кръвта на падналият“. В крайна сметка Дийн и Кастиел убиват Роман, но са изпратени в Чистилището заедно с него. Сам остава сам да се справя с Краули, който планува да поеме властта след като Левиатаните ги няма.
През сезона Сам има постоянни халюцинации на Луцифер. А след смъртта си, Боби Сингър остава на земята заради манерката си за алкохол, която носи. По-късно братята изгарят манерката по желание на Боби, тогава той изчезва.

### Сезон 8
Сезон 8 има 23 епизода. Започва на 3 октомври 2012 и приключва на 15 май 2013.
Една година след като Дийн е изпратен в Чистилището, той се завръща на Земята без Кастиел и носи душата на вампирът Бени със себе си. През това време, Сам вече е спрял с ловенето на демони и други свръхестествени същества и е започнал нормален живот заедно с приятелката си Амелия. Но след като Дийн се завръща от Чистилището, братята започват битка с Краули за намирането на Демонската плоча и да затворят Портите на Ада. Сам и Дийн използват помощта на Кевин Тран за да разчете и преведе текстът от Демонската плоча. Всички мислят Кастиел за мъртъв, след като не е преминал през портала заедно с Дийн. Оказва се, че Кастиел е бил спасен, от група ангели изпратени от ангел на име Наоми, която има огромна власт над Кастиел, тя може да го контролира до толкова. че той може да убие някой против волята си. Докато Кевин работи върху плочата, Сам и Дийн срещат дядо си – Хенри Уинчестър, който е бил член на тайна организация Мъже на Познанието. Изчезването му през 1958 се дължи на пътуване във времето, чрез което се озовава в бъдещето, избягвайки атаката на демона Абадон. Хенри бива убит докато защитава внуците си, но им дава достъп до бункерът на Мъжете на познанието (той е като съкровищница пълна със свръхестествени артефакти и книги), който братята превръщат в новия си дом. Кевин разчита Демонската плоча и открива, че за да се затвори Портата на Ада, трябва да се изпълнят три изпитания. След като Сам изпълва две от тях, Дийн го спира, след като разбира, че ако Сам изпълни и третото ще умре. След като Наоми иска от Кастиел да убие Дийн, ангелът взема Ангелската плоча за да прекрати контрола на Наоми върху себе си. Когато Кастиел докосва Плочата, той се освобождава от контрола на Наоми, след което заминава на дълъг път пазейки плочката. Наоми го открива, но Кастиел отказва да и я предаде, тогава се появява Краули и отвлича Кастиел. Оказва се, че Кастиел е държал плочата скрита в тялото си и Краули му я взема. За съжаление Кастиел бива измамен от Метатрон, да завърши няколко изпитания, с които уж всички ангели ще бъдат затворени в Рая, но всъщност така всеки ангел без Метатрон бива изгонен на Земята. Сезона свършва с милиони падащи от небето ангели и Кастиел, който е загубил своето сияние.

### Сезон 9
В този сезон Дийн, Сам и Кастиел се сблъскват с много препятствия. За да спаси брат си, Дийн позволява на Гадриел да влезе в тялото на Сам, за да го излекува от 3-те етапи, които Сам започва, за да убие Краули. Сам приема, защото бива излъган от страна на брат си, който го спасява от сигурна смърт. Метатрон, ангелът, който е записал думите на Бог, помага на Дийн да изгонят ангела, който е в Сам, защото се оказва че Дийн е излъган от страна на Гадриел. Кевин умира от ръцете на ангела Гадриел, който е виновен за влизането на змията в рая и изгонването на Адам и Ева от градината. Кастиел става жертва на конспирация, която изгонва ангелите от рая. Кастиел става човек. Сам и Дийн му помагат. Кастиел не може да стои на страна от своите братя и сестри, които от страх от непознатото се избиват помежду си. Отново става ангел и води своя армия срещу Метатрон. Метатрон иска да стене новия Бог, което Кастиел не може да допусне. Дийн е белязан от Кейн със знака на смъртта, а демонът Краули му помага, но не за доброто на Дийн, а за да убият Абадон. Дийн убива Абадон. Среща се с Метатрон, който го убива, защото има сила на Бог, която черпи от плочата. Кастиел спасява всички ангели и ги връща у дома. На края Дийн умира, а Краули го превръща в демон.

### Сезон 10
В този сезон се става въпрос за белега на Кайн, който е на ръката на Дийн. В първите епизоди на сезона Дийн беше демон, но Кастиел и Сам успяват да го излекуват. След като Дийн става човек отново има проблеми. Белега го контролира в по-голямата част от времето. Появява се майката на Краули – вещица на име Ровена. Опитва да убие Дийн, но белега на Кайн го предпазва. Чарли помага на братята. Иска да помогне на Дийн. Чарли взима Книгата на Прокълнатите. В нея пише как се премахва белега, но Чарли, Дийн и Сам не успяват да я прочетат. Само вещица може да я прочете. Метатрон взима сиянието на Кастиел, но той успява да си го върне отново. Сам дава Книгата на Прокълнатите на Ровена да я прочете без знанието на Дийн. (Той си мисли, че книгата е изгорена, но в същото време Сам, Чарли и Ровена работят по нея.) Ровена поставя условие на Сам. Тя ще съдейства за премахването на белега на Дийн в замяна на това иска от Сам да убие Краули. Той се опитва да го убие, но опита е неуспешен. На финала на сезона Ровена премахва белега на Дийн, но така освобождава най-злото нещо в света – Тъмнината. Ровена прави магия на Кастиел, която го кара да убие Краули. На края на епизода Тъмнината поглъща Сам и Дийн.

### Сезон 11
В сезон 11 Сам и Дийн трябва да се изправят срещу Тъмнината, която беше освободена в края на предния сезон. Скоро те откриват, че Дийн и Амара са свързани по някакъв начин. В същото време мистериозна черна мъгла убива хора в града в близост до тях. Когато Дийн и Сам отиват да спасят тези хора, те откриват Джена, която се грижи за новородено бебе момиче, чийто баща е бил заразен и в крайна сметка умира. Бебето е взето в къщата на бабата на Джена, където то започва да левитира играчки, принуждавайки старата дама да се обади на екзорсист, а Джена се обажда на Дийн. Когато Дийн пристига, той открива Краули, който се представя за екзорсист. Разбира, че бебето е Тъмнината и я отвежда със себе си. В същото време, Сам започва да има видения, които смята, че са изпратени от Бог. Докато Краули се грижи за Амара като я храни души, братята са с Кастиел и се опитват да намерят начин да убият Тъмнината. За да разбере повече за Амара, Кастиел пита Метатрон за помощ, и той му казва, че за да се създаде света, Бог е трябвало да жертва Сестра си – Тъмнината. В този момент, Сам има видения от клетката, където е хванат Луцифер. За да се изправят пред най-опасното същество Сам и Дийн, заедно с Краули, Кастиел и Роуина, отиват в ада, за да помолят за помощ Луцифер. Луцифер твърди, че той е единственият, който може да победи Амара, но за да го направи, той трябва да притежава тялото на Сам. Също така той казва на Сам, че освобождаването на Тъмнината отслабва клетката и той е бил този, който изпраща видения на Сам, а не Бог. Когато Сам отказва, Луцифер се опитва да убие Дийн, Сам и Кастиел. Кастиел казва „ДА“ в последната секунда и той става приемното тяло на Луцифер. След това, Луцифер поема контрола над Ада и убива Роуина. След известно време заблуждавани от Луцифер, братята да разбират, че Кастиел вече е Луцифер. В същото време, те търсят Ръката на Бог, няколко артефакта, които са били докоснати от самия Бог и които могат да отприщят голямо количество енергия, достатъчно да убие Тъмнината. Когато нищо не сработва, Амара твърди, че Бог е длъжен да се яви, за да я види. Тя решава да извика Бог като измъчва архангела Луцифер. В същото време, Чък се завръща и разкрива на Метатрон, че той е Бог. След това, Чък се разкрива и пред Уинчестър и всички те решават да заключат Амара. Роуина, Краули и Луцифер използват демоните и ангелите, за да се направи комбинирана атака срещу Амара. Когато Чък се опитва да запечата Амара, тя устоява, спира на Уинчестър, убива Луцифер и тежко ранява Чък. Амара казва на Чък, че не е мъртъв, само за да гледа как тя унищожава всичко, създадено от него някога. След откритието, че Луцифер го няма и Кастиел отново се е върнал, братята откриват смъртоносно раненият Чък. В резултат на нараняванията му, слънцето сега умира и светът заедно с него. Осъзнавайки, че единственият шанс света да оцелее е да убият Амара заедно с Чък, Уинчестър започват да събират призраци, за да създадат бомба, която да унищожи Тъмнината. С помощта на Били-жътварят, те са в състояние да се сдобият с необходимите души, които да вкарат в Дийн. Чък изпраща Дийн при Амара, която е започнала да съжалява за действията си и Дийн убеждава Амара, че отмъщението не си струва. Амара и Чък се сдобряват и тя лекува щетите на Чък, които му е нанесла. Двамата напускат Земята, но преди това Амара казва на Дийн, че ще му даде онова, което той иска най-много заради това, че той ѝ е помогнал. В бункера, Кастиел е заточен от една жена, която се идентифицира като лейди Антония Бевел от лондонския клон на Писателите. Антония казва на Сам, че Писателите са я изпратили да вземе Сам за наказание за действията си и го застрелва с пистолета си, докато той се опитва да говори с нея. Дийн намира възкръсналата си майка.

### Сезон 12
В дванадесети сезон, Дийн среща майка си Мери Уинчестър, за пръв път от 30 години насам, след като Амара му изпраща подаръка, който той желае най-силно. Сам е хванат от Лейди Тони Бевел и е измъчван, заради греховете му от миналото. Дийн успява да убеди Мери, че той е неин син и научава, че Сам е заловен. Дийн, Мери и Кастиел измислят план с който да спасят Сам. През това време Луцифер сменя многобройни тела, опитвайки се да намери тяло, което е способно да го удържи. Накрая се вселява във Винс Винсенте, който е стар рок изпълнител, след концерт по време на който, Луцифер иска да унищожи всички, които присъстват, но тялото му се дезинтегрира. Той се вселява в тялото на президента на САЩ. Сам и Дийн се опитват да предупредят президента, но охраната му ги смята за атентатори, целящи смъртта му. Те са заловени и затворени на секретно място. Дийн прави сделка с жътваря Били и така инсценират смъртта си и избягват. След като се събират с Мери и Кастиел, Били се появява и иска един от тях да умре, но Кастиел убива Били. През това време Луцифер в тялото на президента има афера със секретарката му Кели Клайн, която забременява от него. Кастиел усеща, че ще се роди Нефилим. Сам, Дийн и Кастиел се опитват да убедят Кели, че е твърде опасно да роди детето, но тя успява да се измъкне и скрие от тях. По-късно Мери започва да ловува отново и работи с Артър Кеч, който е част от Британските Мъже на Познанието. Мери успява тайно да открадне Колта от Рамиел, един от принцовете на ада. Луцифер е хванат обратно в старото си тяло и бива измъчван от Краули. По-късно Кастиел с помощта на неродения нефилим успява да убие Дагон, принц от ада, който опитва да запази сина на Луцифер. Нефилимът му показва бъдещето и Кас решава да го спаси, като отвежда Кели. След като Мик Дейвис е убит от своите, братята разбират, че Мъжете на Познанието са всъщност зла организация. Сам и група от ловци се събират и побеждават Британските Мъже на Познанието. Луцифер се освобождава и започва да търси сина си, убива Роуина, за да не може да го затвори в клетката. Кели ражда Нефилима, а това отваря портал към друг свят. Сам, Дийн, Кастиел и Краули попадат в другия свят и заедно се опитват да победят Луцифер. Краули се самоубива за да завърши заклинаието за затварянето на портала. Луцифер следва братята обратно през портала и убива Кастиел. Мери се опитва да го прогони в другия свят, но той я повлича със себе си. Дийн коленичи до Кастиел, а Сам е шокиран, виждайки Нефилима, който е вече тийнейджър.

### Сезон 13
Нефилимът Джак търси баща си и е объркан. Братята успяват да го настигнат и разбират, че всъщност той е избрал за свой баща Кастиел. Ангелите търсят Джак и се опитват да го убият безуспешно. Сам, Дийн и Джак изгарят телата на Кастиел и Кели. През това време в паралелния свят Луцифер тормози Мери. В ада се появява принцът Асмодей, който иска да го ръководи докато се завърне Луцифер. С хитрост той опитва да научи Джак да използва уменията си, за да освободи едни от най-злите същества, но Джак се осъзнава и застава на страната на Уинчестър. Братята продължават да се грижат за Джак, като Сам настоява, че може да е добър, а Дийн не му вярва и това кара Джак да се плаши от него. Дийн преживява криза на вярата си. По време на случай той се среща с жътваря Били, която като първият убит жътвар след убийството на Смъртта е заела неговото място. От нея Дийн разбира, че те със Сам са важни и тя вече не иска да ги изпрати в Бездната. Междувременно в Бездната Кастиел се събужда и отново се връща на Земята. Дийн и Сам ловуват заедно с Джак, който още се учи да контролира уменията си. Неволно убива човек и това го разстройва, затова Джак си тръгва от бункера. В паралелния свят Луцифер попада на Михаил, който обаче е амбициран да отвори портал и да завладее Земята. Пророкът Кевин успява със заклинание да отвори цепнатина, но вместо Михаил, Луцифер минава през нея и тя отново се затваря. Луцифер е изгубил сиянието си и повечето сили. Свързва се с Кастиел и го моли за помощ срещу Михаил. Братята Уинчестър попадат на Кеч, който е съживен с магията на Роуина и е в съюз с Асмодей. Асмодей успява да залови в плен Луцифер и Кастиел. Сам и Дийн откриват Джак, който се опитва да намери майка им, чрез сънебродци, които пътуват между световете. Притиснати от нападение на ангели, те са принудени бързо да отворят процеп, но нещо се обърква и Джак попада при Мери, докато братята са в друг непознат свят, от който пък са влезли чудовища в нашия. Сънебродката Кая е останала на земята и те са по петите ѝ. Кая попада при Джоди, Клер и Алекс, които издирват братята. Към тях се присъединяват шериф Дона и медиумът Пейшънс. Заедно успяват да върнат Сам и Дийн, но губят Кая в паралелния свят. Роуина отново е възкръснала. Луцифер и Кастиел успяват да избягат от Асмодей, но се разделят. Луцифер си връща силите и убеждава малкото останали ангели да го обявят за господар на Рая. Асмодей е открил архангелско острие, с което може да се убие Луцифер, но само от друг архангел. Той държи в плен архангел Гавраил. Братята търсят заклинание за да отворят процеп и да спасят Мери и Джак. Кеч, изтезаван от Асмодей решава да избяга, като взима със себе си Гавраил и отива при братята. Те са готови за заклинанието и Кеч иска да премине с Дийн за да му помага. Сам остава да се погрижи за Гавраил, заедно с Кастиел. Асмодей ги напада, но Гавраил си връща силите от сиянието си и го убива. Дийн се връща на Земята сам. Братята заедно с Роуина успяват да заловят Луцифер и да го използват за отваряне на процепа. Гавраил, Кастиел и братята преминават за да търсят Мери и Джак. Роуина не успява да удържи Луцифер и той също минава в другия свят. След битки и произшествия всички тръгват към Земята, заедно с група хора от другия свят. Михаил и Луцифер остават там затворени. Те сключват сделка Луцифер да помогне със заклинанието в замяна на това да получи сина си, а Михаил всичко от нашия свят. Когато се появяват Джак разбира, че баща му го е лъгал и се обръща срещу него. В схватката с тях е и Сам. За да спаси брат се Дийн предлага на раненият Михаил да му стане приемник, за да убият Луцифер. След като успяват обаче, Михаил превзема изцяло Дийн и изчезва. Джак е без силите си. Луцифер е мъртъв.

### Сезон 14
Сам е организирал бункера като щаб на ловци и обучава новодошлите от другата Земя. Опитват да намерят Дийн и Михаил. Михаил прави експерименти с разни чудовища и опитва да събере армия. Незнайно как Дийн се появява без Михаил, който го е напуснал и е в неизвестност. Ловците постоянно попадат на чудовища, които са модифицирани и познатите средства не им действат. Ник е жив след смъртта на Луцифер, но тръгва да търси кой е убил семейството му. В него все повече надделяват тъмни желания и той се моли Луцифер отново да се върне в него. Джак се разболява без силите си и умира. В пустощта Празнотата се събужда и отива в Рая да търси Джак. Брататя опитват с помощта на Лили Сандър да върнат Джак и успяват. Малко преди това Кастиел сключва сделка с Празнотата да вземе него когато наистина се почувства щастлив вместо Джак. Михаил се връща в Дийн, но той успява да го затвори в ума си. От смъртта Били той научава, че няма да се отдели от Михаил и решава да се жертва, за да не бъде пуснат отново. Сам успява да го разубеди. По време на лов Дийн губи контрол и Михаил успява да се освободи като взема Роуина за приемник. Джак решава да спаси всички. С риск да загуби душата си, той убива Михаил и връща изцяло силите и сиянието си! Ник опитва да върне пробуденият Луцифер, като използва кръвта на Джак, но Джак го убива преди да успее да стане отново приемник. Мери осъзнава, че Джак е без душа и иска да му помогне. Джак в яростта се неволно я убива. Дийн и Сам го подлъгват да влезе в ковчега Малак, където би трябвало да е за вечността затворен, но Джак отново успява да се измъкне!Чък се появява отново и убива Джак. След спорове с братята, той освобождава всички духове и изчезва.

### Сезон 15
Премиерата на сезона е на 10 октомври 2019 г., а финалът му е на 19 ноември 2020.
В този сезон братята за последен път се изправят срещу врага си. Този път, той е не друг, освен самия Бог. Сам, Дийн и Кастиел стават свидетели на убийство на Джак. Не след дълго Бог отваря ада и всяка душа, която е била там е отново на свобода. Без приятеля си братята успяват да затворят ада, но с цената на смъртта на двама герои. Ровена и Артър Кеч. След като изчезва за период от време, Бог отново се завръща. Този път планът му е да унищожи всяка една алтернативна вселена, включително и тази, в която Сам, Дийн и Кастиел живеят. Били предлага помощта си на братята, но има скрит мотив. Предлага да им върне Джак, за да победят и да върнат всичко както е било. След като Уинчестър имат нов план да убият Бог те го подмамват в Бункера. Там има капан за него и тъмнината. Той разбира за това при което примамва сестра си да обединят сили срещу всички и да върнат баланса. Докато Дийн и Кастиел търсят как да се справят със смъртта, но тя ги открива първа. Започва да измъчва Дийн. Кастиел знае, че тя ще ги настигне и след това ще ги убие. Сеща се за стара сделка, която беше направил, затова се жертва, но спасява Дийн. В това време Чък беше унищожил целия живот на Земята. Разбит Дийн открива брат си и Джак. Решени да победят Чък го подмамват в нов капан, където Джак поема силите му и става новия Бог.
Във финалния епизод братята, които спасиха света отиват на лов. Но за един от тях това ще е последното което ще направи. Докато се справят с привидно обикновено стадо вампири, поради инцидент, Дийн умира пронизан в гърба от метален прът. Сам живее остатъка от живота си със съпруга и син кръстен на брат му. В края на епизода Сам умира от старост и двамата с Дийн отново се събират в Рая.
Историята на двамата братя Уинчестър приключва по този начин. Заслужено ще си почиват в Рая заедно до края на вечността.

## Епизоди
| Сезон    | Еп # | Първи             | Последен        |
| -------- | ---- | ----------------- | --------------- |
| Сезон 1  | 22   | 13 септември 2005 | 4 май 2006      |
| Сезон 2  | 22   | 28 септември 2006 | 17 май 2007     |
| Сезон 3  | 16   | 4 октомври 2007   | 15 май 2008     |
| Сезон 4  | 22   | 18 септември 2008 | 14 май 2009     |
| Сезон 5  | 22   | 10 септември 2009 | 13 май 2010     |
| Сезон 6  | 22   | 24 септември 2010 | 20 май 2011     |
| Сезон 7  | 23   | 23 септември 2011 | 18 май 2012     |
| Сезон 8  | 23   | 3 октомври 2012   | 15 май 2013     |
| Сезон 9  | 23   | 8 октомври 2013   | 20 май 2014     |
| Сезон 10 | 23   | 7 октомври 2014   | 20 май 2015     |
| Сезон 11 | 23   | 7 октомври 2015   | 25 май 2016     |
| Сезон 12 | 23   | 13 октомври 2016  | 18 май 2017     |
| Сезон 13 | 23   | 12 октомври 2017  | 17 май 2018     |
| Сезон 14 | 20   | 11 октомври 2018  | 25 април 2019   |
| Сезон 15 | 20   | 10 октомври 2019  | 19 ноември 2020 |

## Често появяващи се елементи
Докато местата и историите се променят близо на седмица има няколко неща, които се появяват често.

### Колтът
Колтът и 13 оригинални патрона, са направени от Самуел Колт за ловец на паранормални неща през 1835. Според легендата, каквото е застреляно с него ще умре, включително същества обикновено имунизирани от каквито и да е оръжия. В края на втория сезон, последния куршум е използван за убиването на Азазел и оръжието е сметнато за безполезно. Обаче Руби по-късно помага на Боби за поправянето на оръжието, за да може да използва повече патрони. Към края на третия сезон Краули, дясната ръка на Лилит, получава Колтът и го скрива. По-късно той го дава на братята, за да убият Луцифер. В епизода „Надежда всяка оставете“ Луцифер разкрива на братята, че само пет същества на този свят не могат да бъдат убити от Колтът и той е едно от тях.

### Импалата
Запазената марка на Дийн е черен Шевролет Импала от 1967, който му е даден от баща му. Носи номер от Седжуик Каунти, Канзас (макар че техния роден град Лоурънс, Канзас е в Дъглас Каунти). Номерът KAZ 2Y5, отнасящ се за Канзас, родния щат на сем. Уинчестър и 2005, годината в която започва шоуто. В епизод 2.20 „Реалност и невъзможни мечти“, номерът на колата е сменен с номер от Охайо (CNK 80Q3), за да помогне на братята да се скрият от ФБР.
Колата е част от шоуто, още от началото на тийзъра на пилотния епизод, който показва Джон Уинчестър държейки неговите 2 сина, докато седи на колата и гледа как къщата му гори. Колата е най-ценното притежание на Дийн и той я пази с почти същата жестокост, с която пази семейството си. Въпреки това той атакува задницата на колата с железен лост след като говори със Сам в епизода „Всички обичат клоуна“ поради напрежението от тайната на умрелия му баща за Сам. В пилотния епизод, е показано, че багажника съдържа всякакви оръжия за борба със свръхестественото.

### Ножът на Руби
Функциите на Ножът са същите като на Револверът, както е способен да убива демони. Руби никога не казва неговият произход или години, но е доста умела в неговото приложение и употреба.
В края на третия сезон, Сам и Дийн открадват Ножът от Руби, за да го използват в техния евентуален неуспешен опит да убият Лилит. Със смъртта на Дийн и изчезването на Руби, Сам става притежател на Ножът.

### 66-те печата
Повече от 600 мистични окови държат Луцифер, но за да бъде освободен е нужно да се разбият само 66 от тях. За да се счупи първата окова „праведен човек“ трябва да пролее кръв в Ада. Демонът Лилит урежда Дийн Уинчестър да бъде пратен там. С неговото решение да измъчва душите той чупи първата окова, след което Лилит започва да разбива останалите. Тогава Бог изпраща ангел на име Кастиел да съживи Дийн, за да им помогне да я спрат. Въпреки че само две окови са разбити – Събуждането на Свидетелите, което е извършено от Лилит и призоваването на демона Самхейн от вещица – по време на сериала, в епизода „Крис Ейнджъл е задник“, който е четвъртият епизод за сезона, е казано, че са счупени 34 окови. В епизода „Възкресението на Луцифер“ Сам убива Лилит и така чупи последната окова.

### Проблемите със закона
Дийн и Сам не получават заплащане. Те изкарват пари и плащат за екипировката си чрез измами с кредитни карти (факт, който е споменат, но никога не е показван), играене на покер, играене на билярд и други подобни неща. Освен това техните разследвания често ги поставят от грешната страна на закона, защото те изкопават гробове, представят се за лица на закона и извършват влизане с взлом. Обвинени са за убийство (и по-късно обир на банка), заради шейпшифтър Дийн става много издирван човек и братята често са преследвани от разни полицаи и най-вече ФБР агента Виктор Хендриксън. Заради всичко това братята често използват псевдоними, понякога копирани от хардрок музиканти или филмови препратки. В трети сезон след епизода „Jus in Bello“ Сам и Дийн се сметат за мъртви след голяма експлозия в шерифския затвор на Колорадо, което прекратява издирването им от ФБР. В седмия сезон, ФБР отново подновяват издирването на братята, защото сматат, че те са масови убийци (всъщност убийствата са извършени от Левиатани, представящи се за братята Уинчестър).

## „Свръхестествено“ в България
В България сериалът се излъчва от 7 май 2008 г. по TV7, от понеделник до четвъртък от 20:00, като е дублиран на български. Първи сезон завърши на 20 юни. На 17 април 2009 г. започна втори сезон, всеки делник от 20:00. На 13 май се излъчиха два епизода. Сезонът завърши на 15 май. На 21 септември започна повторението на втория сезон в 23:40 от понеделник до петък. На 13 април 2010 г. втори сезон започна още веднъж, всеки делник от 20:00, а веднага след него на 14 май 2010 г. започнаха премиерите на трети със същото разписание и завършиха на 4 юни. На 5 декември започна четвърти сезон, всяка неделя от 15:15 по два епизода приключи на 27 февруари 2011 г. На 25 февруари 2014 г. започна шести сезон с разписание от вторник до събота от 01:00 с повторение от 04:25. Пети сезон е пропуснат и не е излъчен в България. Дублажът е на студио Александра Аудио. Ролите се озвучават от артистите Нина Гавазова и Златина Борисова в първи сезон, Адриана Андреева и Василка Сугарева от втори, Кристиян Фоков, Георги Стоянов в първи сезон и Христо Бонин от втори. Поради влошеното си финансово състояние TV7 спира излъчването на сериала и останалите сезони след шести не се излъчват в България.
На 8 януари 2024 г. сериалът започна излъчване от първи сезон по bTV Action, всеки делничен ден от 20 часа. Излъчени са първи и втори сезон. На 28 октомври започва отново от първи сезон всеки делник от 21:00. Трети сезон започва на 16 януари 2025 г., всеки делник от 21:00. Веднага след него започва четвърти сезон със същото разписание. Веднага след него започва пети сезон със същото разписание и приключва на 5 май. Дублажът е на студио VMS. Ролите се озвучават от Ася Рачева, Светлана Смолева, Станислав Димитров, Владимир Колев и Петър Бонев.